# Lied des Maur

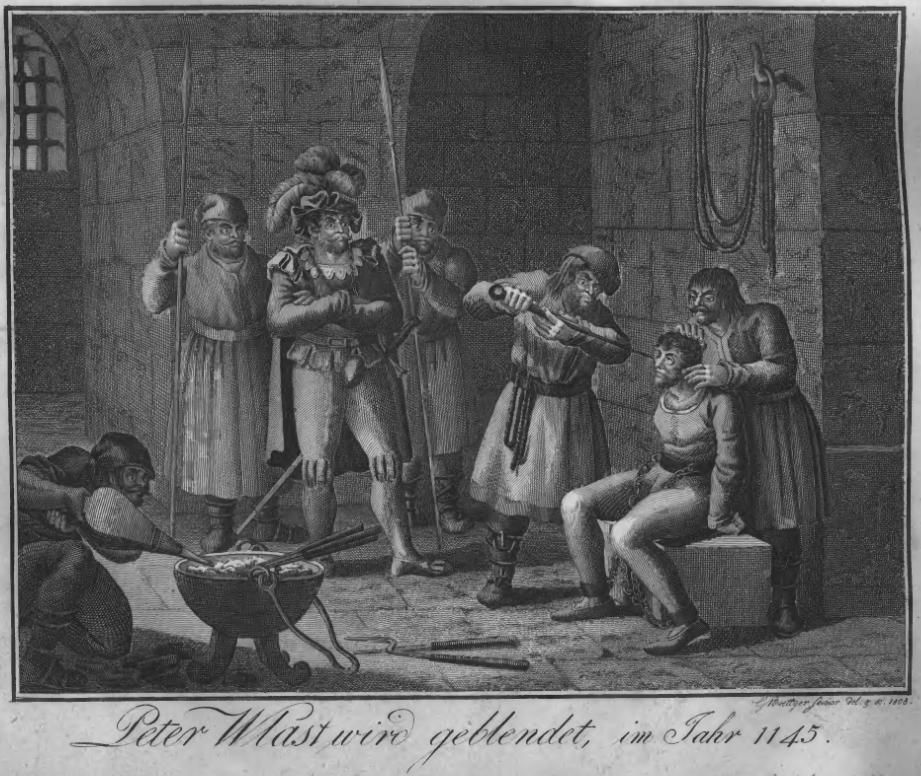
Die Blendung Peter Wlasts

Das Lied des Maur auch Carmen Mauri (polnisch Pieśń Maura) entstand in der zweiten Hälfte des 12. Jahrhunderts in lateinischer Sprache in Polen. Der Autor ist unbekannt. Die Originalhandschrift ist nicht erhalten. Das Epos ist nur in Teilen bekannt.

## Inhalt
Das Lied handelt von dem Schicksal des  Peter Wlasts, eines polnischen Ritters, der zwischen die Fronten im Erbfolgekrieg zwischen dem Seniorherzog Władysław II. und seiner Halbbrüder gerät. Er stellt Władysław und seine Ehefrau Agnes von Babenberg wegen ihrer ungerechten Herrschaft zur Rede und wird dafür von Władysław misshandelt. Auch die Fürsprache Jacza von Köpenicks kann Władysław nicht umstimmen. Er lässt Peter die Augen ausstechen, die Zunge ausreißen und verbannt ihn aus Polen. Später werden jedoch Władysław und Agnes selbst von den anderen Söhnen Bolesławs III. Schiefmund vertrieben und Peter kann zurückkehren, wo er noch viele gottesfürchtige Werke vollbringt, insbesondere Kirchen und Klöster stiftet. Er findet seine letzte Ruhestätte in dem von ihm gestifteten Kloster St. Vinzenz in Breslau.